# 苏耶 (奥德省)
苏耶（法語：Souilhe，法語：[suj] ⓘ）是法国奥德省的一个市镇，属于卡尔卡松区。

## 地理
苏耶（43°22'11"N, 1°54'50"E）面积4.2 平方千米，位于法国奧克西塔尼大區奥德省，该省份为法国南部沿海省份，北起塔恩省，西北接上加龙省，西接阿列日省，南至东比利牛斯省，东临地中海，东北与埃罗省接壤。
与苏耶接壤的市镇（或旧市镇、城区）包括：卡斯泰尔诺达里、佩朗、皮日尼耶、苏亚内勒、苏佩克斯。

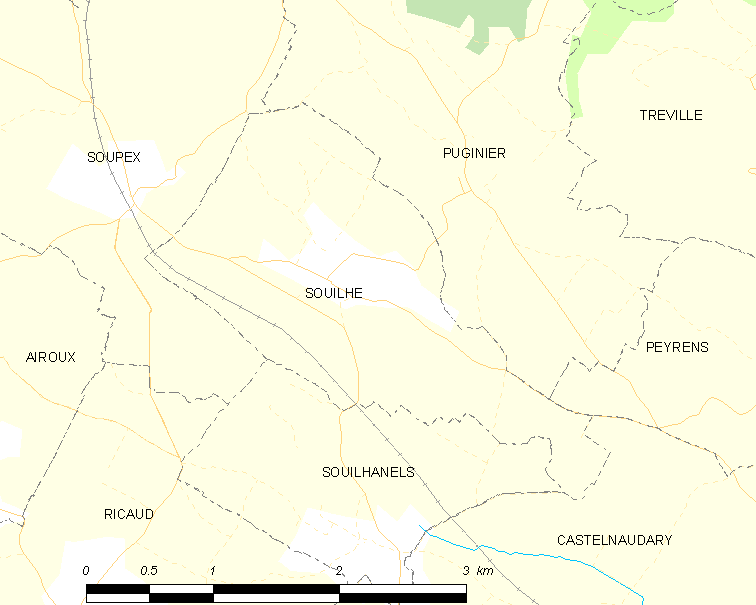
的OSM定位图

苏耶的时区为UTC+01:00、UTC+02:00（夏令时）。

## 行政
苏耶的邮政编码为11400，INSEE市镇编码为11383。

## 政治
苏耶所属的省级选区为绍里安盆地县。

## 人口

1962-2008年间人口变化图示

苏耶于2022年1月1日时的人口数量为342人。